# Antonio Docampo
Antonio Docampo (Corona de Castilla c. 1490s - Corona de Castilla 1550s o 1560s) fue un militar español que participó en la conquista de lo que hoy es El Salvador, en donde además fue uno de los refundadores de la villa de San Salvador, en la que ocupó diversos cargos concejiles.

## Biografía
Antonio Docampo nacería en algún lugar indeterminado de la Corona de Castilla de la Monarquía Hispánica por la década de 1490s, varios años después se embarcaría al continente americano, donde en 1528 formaría parte de la expedición liderada por Diego de Alvarado que finalizaría la conquista del Señorío de Cuzcatlán y que restablecería la villa de San Salvador.
En 1529 y 1539 sería uno de los alcaldes ordinarios de San Salvador; en 1531 se desempeñaría como regidor del cabildo de la villa. Pará el año de 1532 tenía por encomienda la población de Tecoylata (actual Tecoluca). En 1534 junto con el mariscal Pedro Núñez de Guzmán, Sancho de Figueroa, Antonio de Figueroa suscribió una exposición a la real corona donde se protestaba contra las arbitrariedades del adelantado y gobernador de Guatemala Pedro de Alvarado que les había varias veces las, encomiendas.
En 1537 volvió a desempeñarse como alcalde ordinario; para el año de 1548 había dado su encomienda de Tecoluca a la real corona, mientras que tenía como encomiendas las poblaciones de Ciguateguacan (actual Santa Ana, que anteriormente había sido de Diego de Usagre), Ilopango, Tonacatepeque y Soyapango (estás tres antes habían sido de Juan de Aguilar).
En 1550 decidió regresar a España y para ello vendió sus encomiendas a Nicolás López de Irarraga, y a los indígenas que le eran sirvientes les donó dos terrenos que había adquirido (donde se fundaría la población de Texincal, población que en el siglo XX se combinó con Aculhuaca y Paleca para formar el actual municipio de Ciudad Delgado); esto es lo último que se sabe de él, probablemente fallecería en algún momento de la década de 1550s o en la siguiente.